# Нинии
Ниниите (на латински: gens Ninnia) са плебейска фамилия от Древен Рим.
Произлизат от Капуа в Кампания и участват във Пуническите войни.
Известни с това име:
- Стений Ниний Целер, участва в Битка при Кана 216 пр.н.е.[3]
- Пацувий Ниний Целер, участва в Битка при Кана 216 пр.н.е.
- Луций Ниний Квадрат, народен трибун 58 пр.н.е., добър периятел на Цицерон.
- Квинт Ниний Хаста, суфектконсул 88 г.
- Квинт Ниний Хаста (консул 114 г.), консул 114 г.
- Ниний Хастиан, суфектконсул 160 г.
- Ниний Крас, превежда Илиадата на латински верси.